# Tetramolopium
Tetramolopium är ett släkte av korgblommiga växter. Tetramolopium ingår i familjen korgblommiga växter.

## Bildgalleri

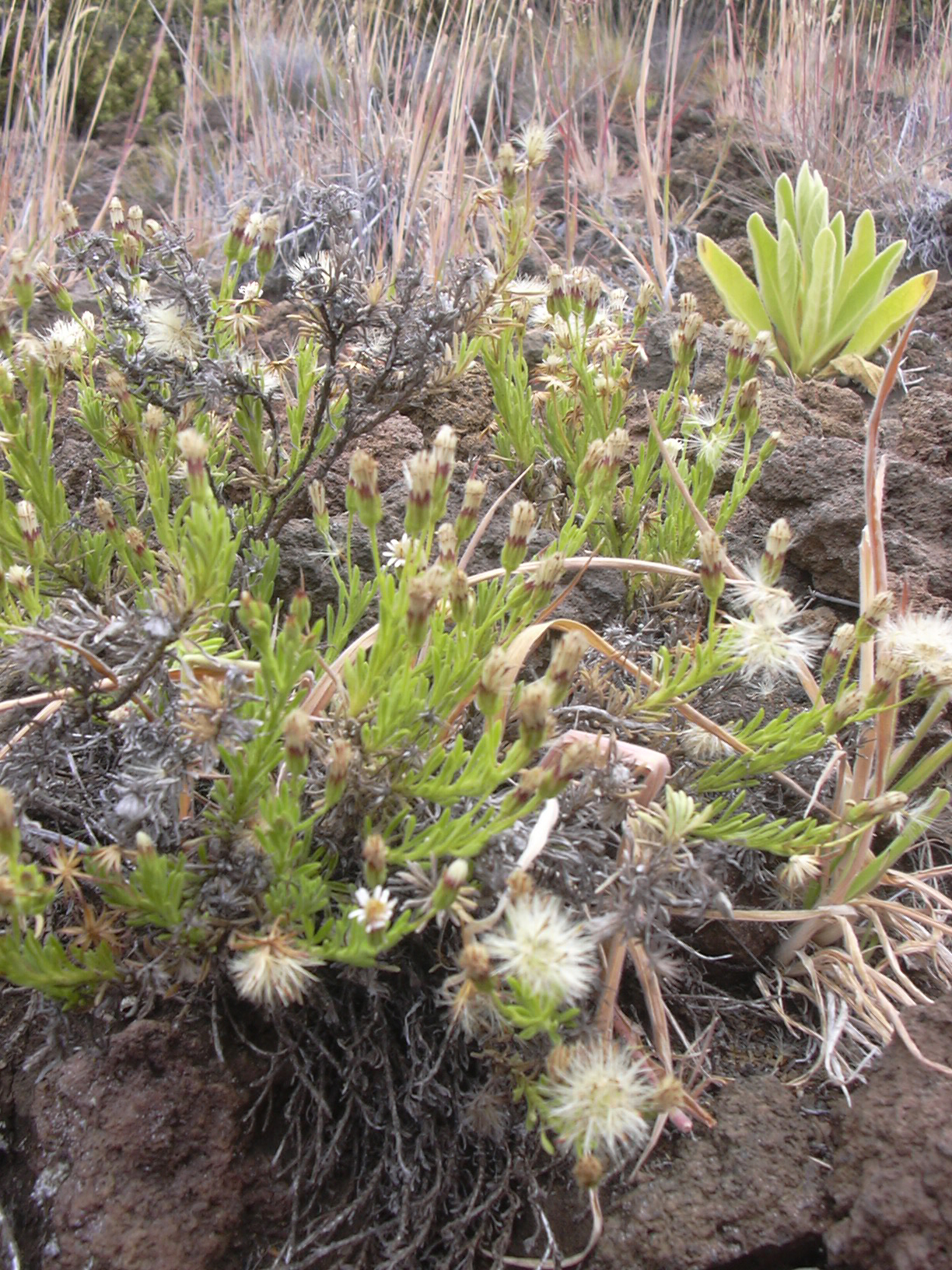
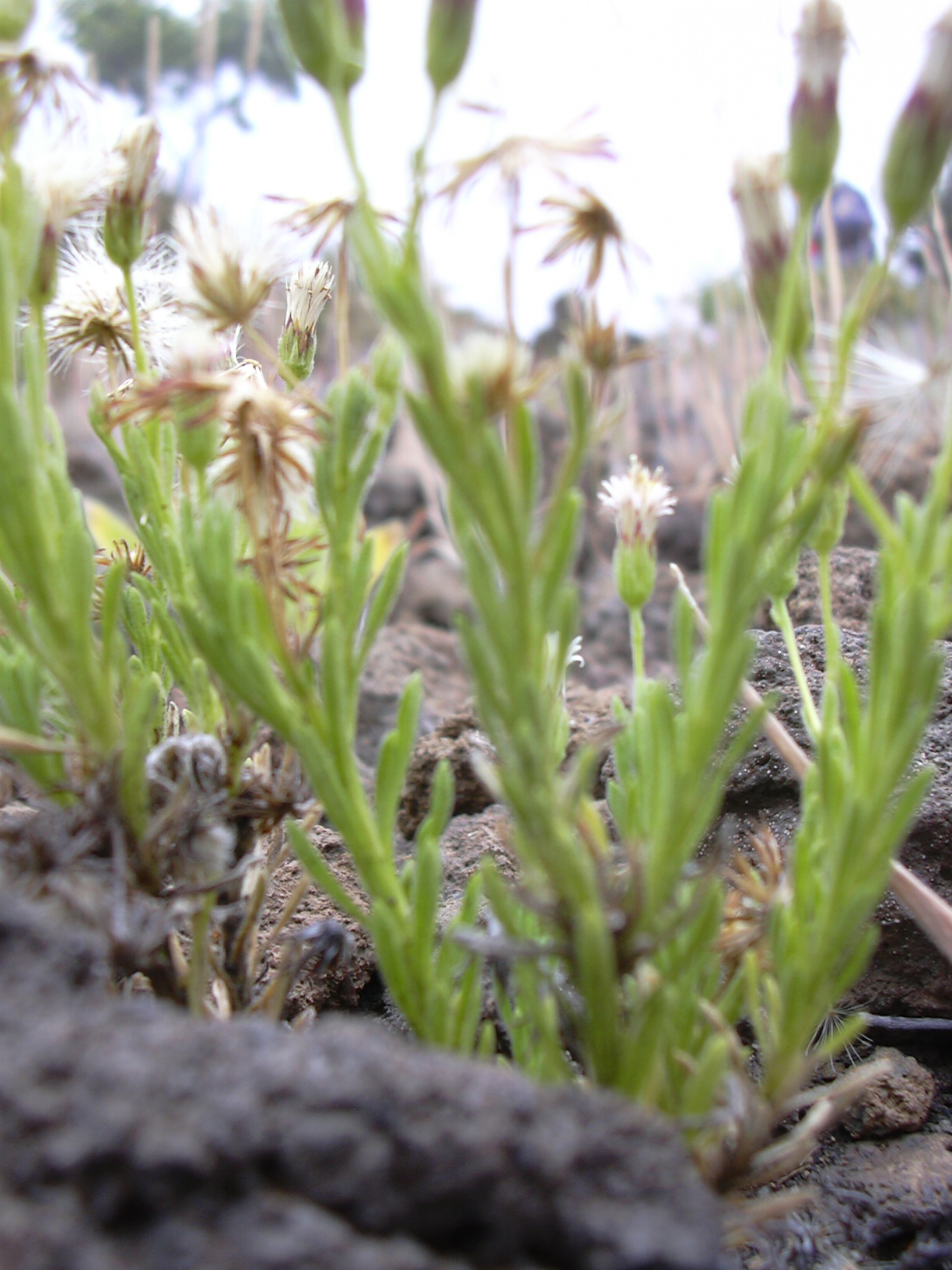
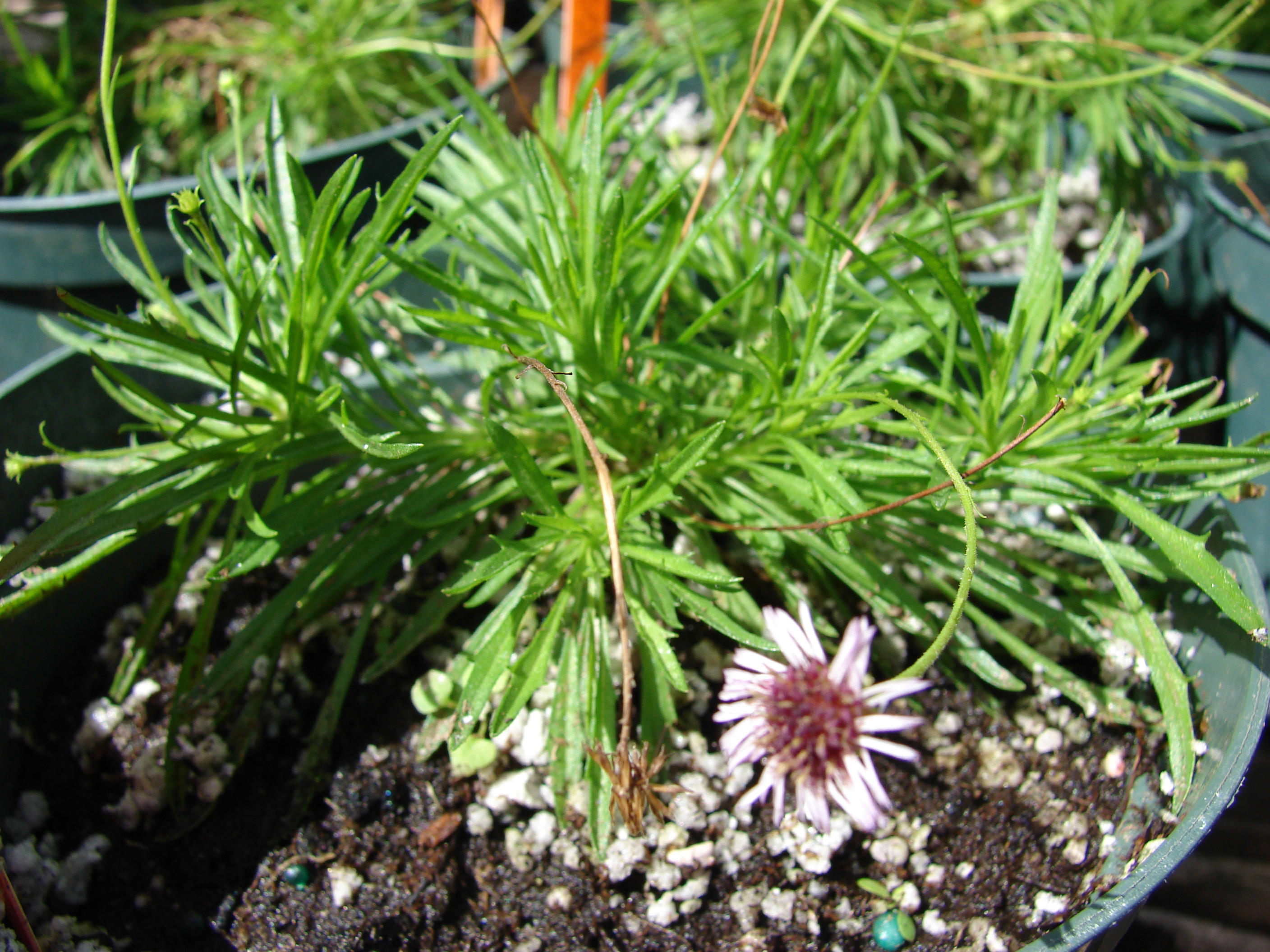
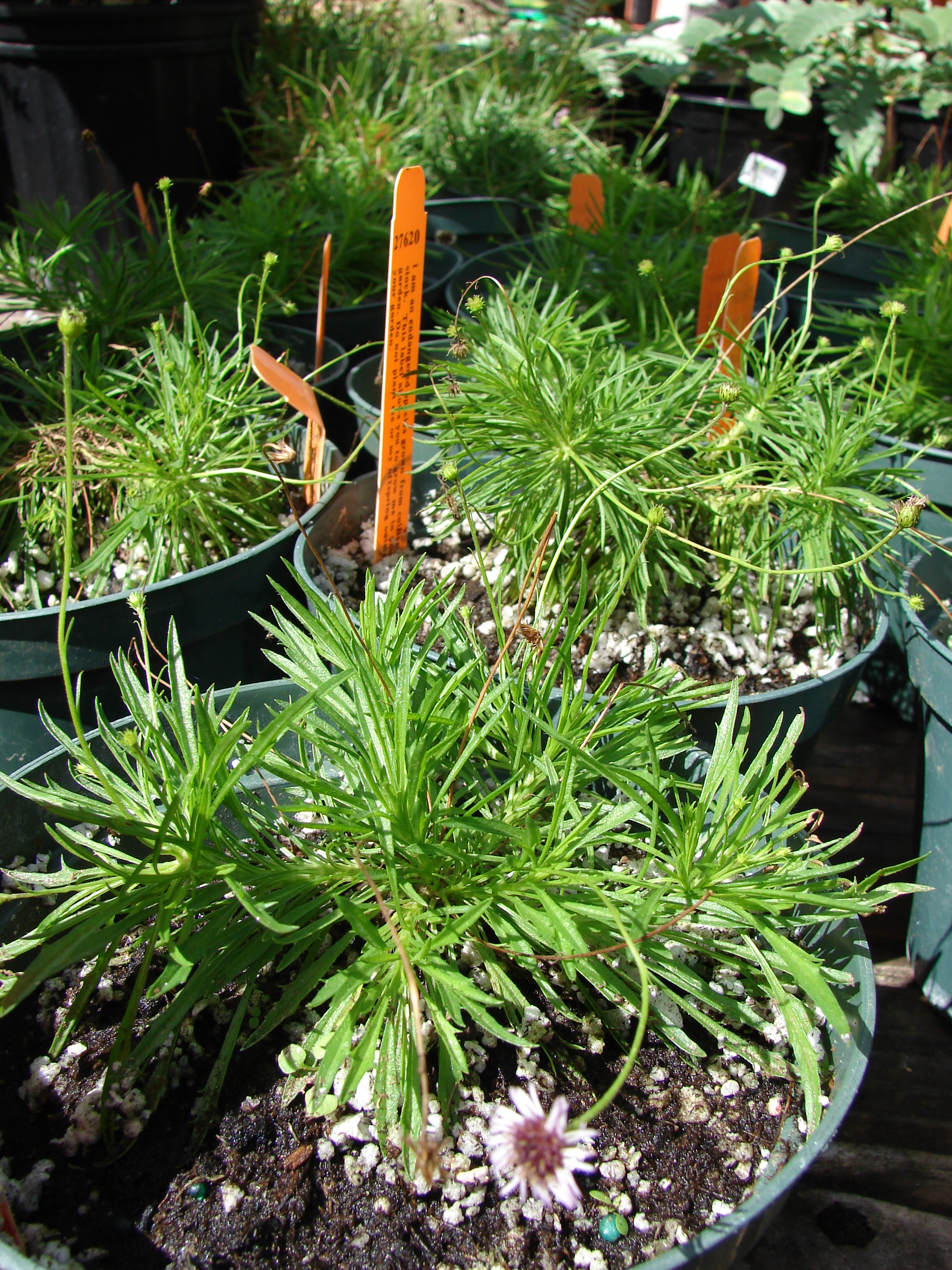
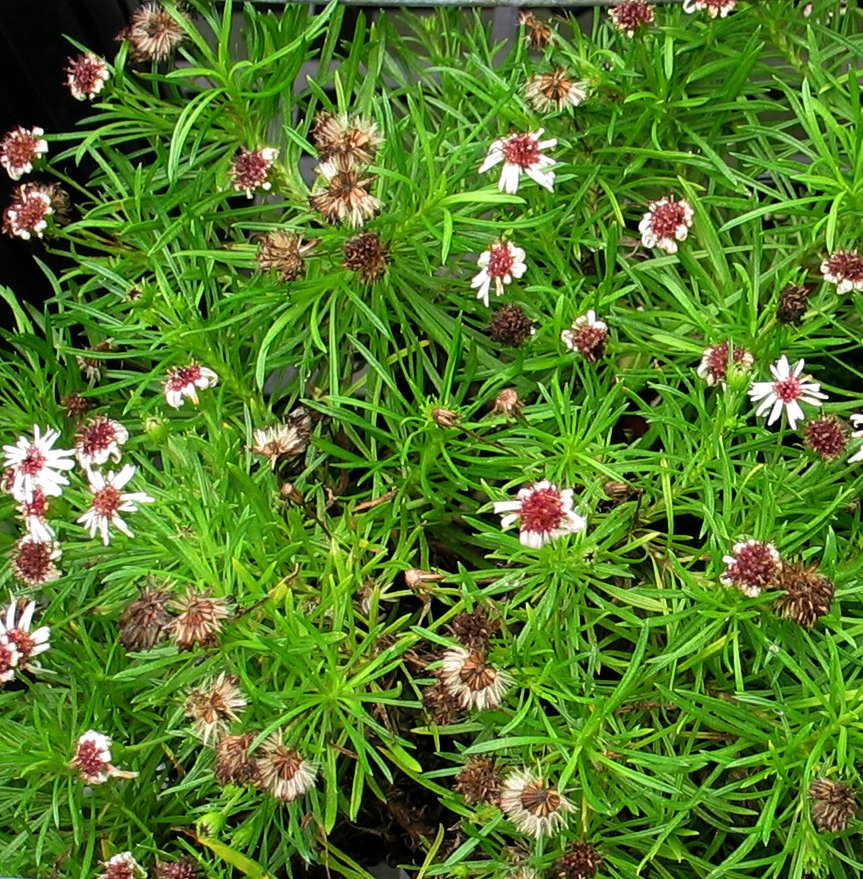
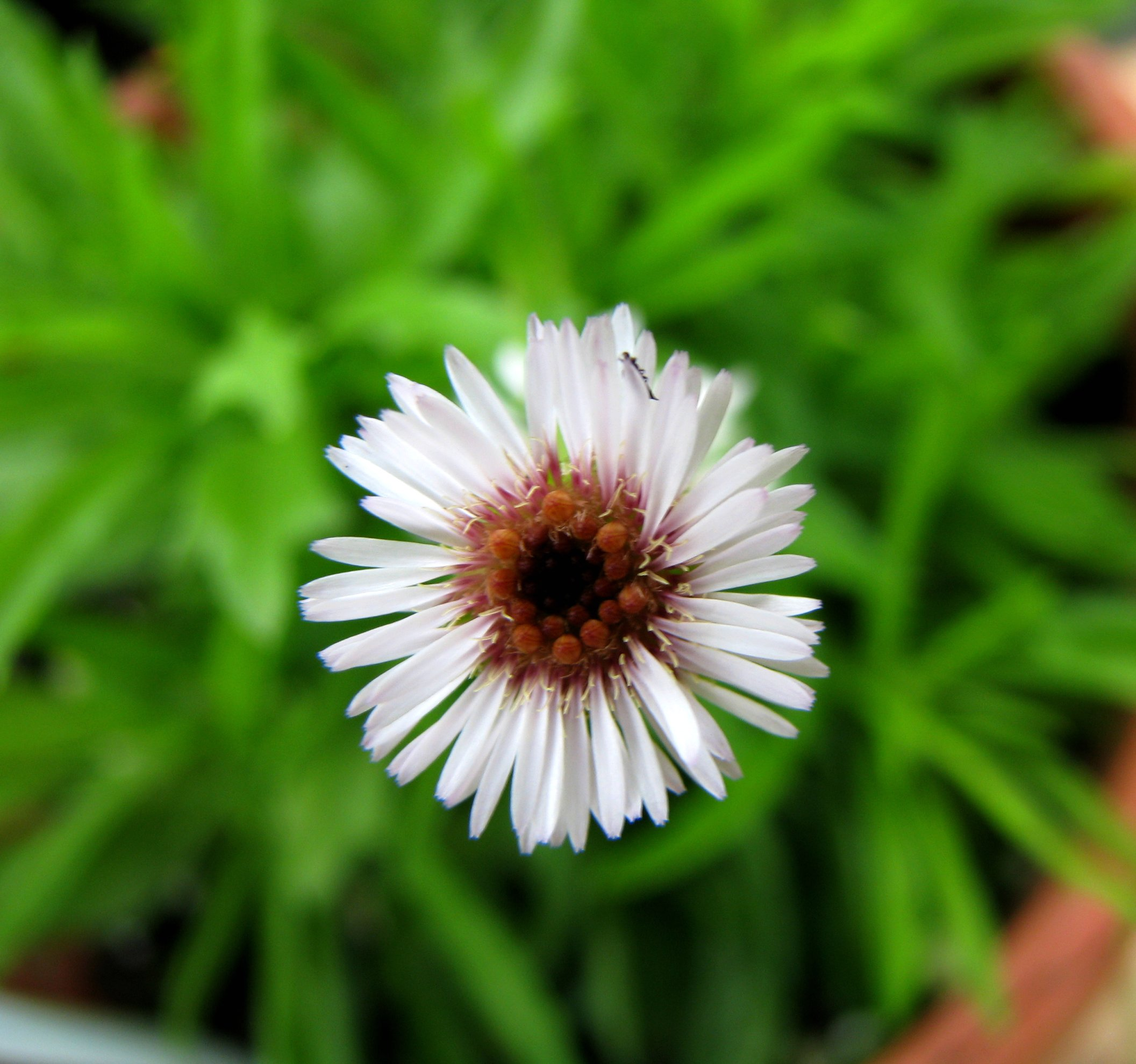

## Dottertaxa tillTetramolopium, i alfabetisk ordning[1]
- Tetramolopium alinae
- Tetramolopium arenarium
- Tetramolopium bicolor
- Tetramolopium capellaense
- Tetramolopium carstenszense
- Tetramolopium ciliatum
- Tetramolopium cinereum
- Tetramolopium consanguineum
- Tetramolopium conyzoides
- Tetramolopium corallioides
- Tetramolopium crepatutarum
- Tetramolopium distichum
- Tetramolopium ericoides
- Tetramolopium fasciculatum
- Tetramolopium filiforme
- Tetramolopium flaccidum
- Tetramolopium humile
- Tetramolopium klossii
- Tetramolopium lanatum
- Tetramolopium lepidotum
- Tetramolopium macrum
- Tetramolopium mitiaroense
- Tetramolopium piloso-villosum
- Tetramolopium pioraense
- Tetramolopium procumbens
- Tetramolopium prostratum
- Tetramolopium pumilum
- Tetramolopium remyi
- Tetramolopium rockii
- Tetramolopium spathulatum
- Tetramolopium tenerrimum
- Tetramolopium tenue
- Tetramolopium vagans
- Tetramolopium wilhelminae
- Tetramolopium virgatum